# Diecezja Estância
Diecezja Estância (łac. Dioecesis Stantianus) – diecezja Kościoła rzymskokatolickiego w Brazylii. Należy do metropolii Aracaju, wchodzi w skład regionu kościelnego Nordeste III. Została erygowana przez papieża Jana XXIII bullą Ecclesiarum omnium w dniu 30 kwietnia 1960.